# Gobierno y política de Filipinas
Filipinas cuenta un gobierno y una política organizada como una república presidencial, con una democracia representativa. Al igual que otros países con un sistema político similar, existe una división de poderes — poder ejecutivo, poder legislativo y poder judicial — y las elecciones presidenciales se realizan cada seis años. Su forma de organización divide al país en regiones. Su forma de gobierno es legislativo

## Administración gubernamental
Filipinas tiene un régimen presidencial, unitario (con algunas modificaciones: hay una gran región autónoma libre del gobierno nacional), donde el Presidente funciona tanto como jefe de Estado y jefe de Gobierno, y es comandante en jefe de las Fuerzas Armadas de Filipinas. El presidente es elegido por sufragio popular para un mandato de seis años, durante el cual nombra y preside el gabinete. 
El Congreso de Filipinas es bicameral, compuesto de un Senado, que actúa como cámara alta, cuyos miembros son elegidos a nivel nacional por un mandato de seis años, y una Cámara de Representantes que actúa como la cámara baja, cuyos miembros son elegidos para un mandato de tres años y son elegidos los distritos legislativos y sectoriales a través de la representación.
El poder judicial recae en la Corte Suprema, integrada por un Presidente de la Corte Suprema y catorce jueces asociados, todos designados por el presidente de entre los candidatos presentados por el Consejo de Jueces y Abogados.
Los intentos de modificar la Constitución para la creación de Estado federal o bien, unicameral modificando la forma parlamentaria de gobierno han fallado en varias ocasiones desde la administración Ramos. 
Filipinas es uno de los fundadores y miembro activo de las Naciones Unidas desde su creación el 24 de octubre de 1945 y es miembro fundador de la Asociación de Naciones del Sureste Asiático (ASEAN). Filipinas es también un miembro de la Cumbre de Asia Oriental (EAS), un jugador activo en la Cooperación Económica del Asia-Pacífico (APEC), la Unión Latina, y un miembro del Grupo de los 24. El país es un miembro del Movimiento de Países No Alineados.
Filipinas participa en la compleja controversia sobre las Islas Spratly y Scarborough Shoal. También reclama el estado malasio de Sabah, ya que una vez fue parte del sultanato de Sulu.

## Organización político-administrativa
Filipinas está dividido en tres grupos de islas: Luzón, Bisayas y Mindanao. Estos están divididos en diecisiete regiones, ochenta provincias, 131 ciudades, 1,497 municipios, y 41,994 barangayes. Ver ISO 3166-2:PH.
El 24 de julio de 2006, el Estado de la Nación Direccional de la presidenta Arroyo anunció la propuesta de crear cinco regiones superpotencia económica concentrarse en las ventajas económicas en un área específica.
| Región                                 | Designación | Centro de gobierno          | Mapa |
| -------------------------------------- | ----------- | --------------------------- | ---- |
| Ilocos                                 | Región I    | San Fernando, La Unión      |      |
| Valle del Cagayán                      | Región II   | Tuguegarao, Cagayán         |      |
| Luzón Central                          | Región III  | San Fernando, Pampanga      |      |
| CALABARZON¹ ²                          | Región IV-A | Calambá, Laguna             |      |
| MIMARO¹ ² ³                            | Región IV-B | Calapán, Mindoro Oriental   |      |
| Bícol                                  | Región V    | Legazpi, Albay              |      |
| Bisayas Occidentales³                  | Región VI   | Iloílo                      |      |
| Bisayas Centrales                      | Región VII  | Cebú                        |      |
| Bisayas Orientales                     | Región VIII | Tacloban, Leyte             |      |
| Península de Zamboanga                 | Región IX   | Pagadian, Zamboanga del Sur |      |
| Mindanao del Norte                     | Región X    | Cagayán de Oro              |      |
| Región de Dávao                        | Región XI   | Dávao                       |      |
| SOCCSKSARGEN¹                          | Región XII  | Koronadal, Cotabato del Sur |      |
| Caraga                                 | Región XIII | Butuan                      |      |
| Región Autónoma del Mindanao Musulmán  | RAMM        | Cotabato                    |      |
| Región Administrativa de la Cordillera | RAC         | Baguio                      |      |
| Gran Manila                            | RCN         | Manila                      |      |

## Elecciones

### Historia electoral reciente
25 de los 32 millones de filipinos habilitados para votar participaron en mayo de 1992 de las elecciones consideradas las más tranquilas y limpias en la historia del país. El triunfador fue
Fidel V. Ramos, exministro de Defensa de Aquino. En septiembre, Estados Unidos dejó su base naval en Subic Bay, con su infraestructura de $ 8.000 millones y miles de mujeres rurales desocupadas, estas funcionando como sexoservidoras.
En 1998, Joseph Estrada y Gloria Macapagal-Arroyo (hija de Diosdado Macapagal, presidente del gobierno 1961-1965), son elegidos presidente y vicepresidenta respectivamente.
Tras diversos escándalos de sobornos, fraudes, corrupción, y otras fechorías y maleficencias ilícitas, protagonizados por Estrada, este es obligado a dimitir el 20 de junio del 2001, ocupando el cargo Gloria Macapagal.
En junio de 2004, es elegida presidenta, en unas elecciones muy reñidas. Ahora, han salido a la luz pública unas conversaciones que ponen muy en duda la limpieza de esas elecciones; protestas populares se suceden a diario, pidiendo su dimisión. De nuevo, la crisis y la inestabilidad regresan al gobierno.
El 10 de mayo del 2010 se celebraron elecciones presidenciales. El 9 de junio, el Congreso proclamó a Benigno Aquino III (hijo de Corazón Aquino) presidente electo de la nación luego de certificar el recuento de los votos. De acuerdo a los resultados oficiales definitivos, Aquino (candidato del Partido Liberal de Filipinas) obtuvo 15.208.678 sufragios populares equivalentes al 42,08% del total de los votos emitidos; el principal rival de Aquino, el expresidente Joseph Estrada obtuvo 9.487.837 votos que equivalen al 26,25% de los sufragios, y en tercer lugar quedó Manny Villar con 5.573.835 sufragios equivalentes al 15,42% del total. En cuarto lugar llegó Gilbert Teodoro con 4.095.839 votos que equivalen al 11,33% de los sufragios, y en quinto lugar Eddie Villanueva con 1.125.878 sufragios equivalentes al 3,12%; y los 647.035 sufragios restantes, equivalentes al 1,79% se repartieron entre otros cuatro candidatos.